# Rudelle
Rudelle é uma comuna francesa na região administrativa de Occitânia, no departamento de Lot. Estende-se por uma área de 6,83 km². Em 2010 a comuna tinha 181 habitantes (densidade: 26,5 hab./km²).